# Сухој Т-4
Сухој Т-4  (рус. Сухой Т-4), је експериментални суперсонични стратешки бомбардер на млазни погон конструисан у Совјетском Савезу. Авион је први пут полетео 1972. године, а пројект је напуштен 1974.

## Пројектовање и развој
Државна комисија за технологију и ваздухопловство је 1961. године расписала конкурс за пројектовање авиона брзине 3 Маха и долета 6.000 km који би носио ефикасно оружје за уништавање америчких носача авиона који су пловили Бискајским заливом, Средоземним морем и Индијским океаном, а представљали највећу опасност због своје мобилности и малог циља за балистичке пројектиле због њихове непрецизности у гађању чак иако су наоружани нуклеарним бојевим главама. На конкурс су се јавили ОКБ Јаковљев са авионом Јак-33; ОКБ Тупољев са авионом Ту-135 и ОКБ Сухој са авионом Т-4. Од понуђених авиона 1963. године је на основу детаљне анализе изабран је авион Т-4.
Идејни пројект авиона Т-4 је завршен јуна месеца 1966. године, а због своје велике полетне масе која је требало да премаши 100 t авион је добио популаран назив „Стотка“. Пројектовање авиона је било пропраћено многим тешкоћава јер његова револуционарност је захтавала решавање многих техничких проблема. Ради илустрације: у току пројектовања било је тестирано 8 крила, преко 20 конфигурација (труп, мотори, крило), облици, размештај и слично. За детаљан пројект је рецимо изабрана „33-ћа“ варијанта авиона. Пројектовање авиона је трајало преко 9 година
Први прототип означен ознаком „101“ је 30. децембра 1971. године пребачен из фабрике на аеродром Жуковски, а тестирање је отпочело 20. априла 1972. године. Посаду за тестирање су сачињавали. пилот Владимир Иљушин и навигатор Николај Алферов Први лет је обављен 22. августа 1972. године и трајао је 40 минута. У току тестирања авион је показао добре резултате у складу са прорачунима. Деветог лета авион достиже висину 12.100 m и брзину од 1,28 Маха, то се догодило 6. августа 1973. године. 22. јануара 1974. године авион је на висини 12.000 m постигао брзину од 1,36 Маха. Таман када је авион припремљен за постизање брзине од 2,8 Маха, програм назван Т-4 је суспендован марта месеца 1974. године.

### Технички опис
Авион Т-4 је двоседи четворомоторни авион направљен према класичној шеми, нискокрилац је са делта (троугластим) крилом и углом нагиба нападне ивице крила 55° што му омогућава постизање веома великих брзина. Има само једно вертикално кормило правца. Труп авиона је округлог попречног пресека и одликовао се чистим аеродинамичним површинама. Авион је направљен од високоеластичног челика и титанијумових легура спајане аутоматским заваривањем тако да облога авиона без проблема може да поднесе спољну температуру од 300 °C при лету авиона на већим врзинама од 2 Маха. Нос авиона је копљастог облика и обара се надоле у време полетања и слетања авиона. За време лета нос се подиже и затвара предње прозоре авиона тако да у току лета пилот може да гледа кроз перископ. Авион испод крила и трупа је имао четири турбомлазна мотора Колесов РД-36-41 са потисаком сваког мотора од 160,0 kN. Стајни орган је увлачећи система трицикл, предња носна нога се увлачила у труп авиона, а главне ослоне ноге су се налазиле испод крила и у току лета су се увлачиле у гондоле мотора. Положај крилних ногу стајног трапа је био такав да није сметао систему подвешавања оружја. На предњој носној нози стајног трапа се налазило два ниско притисна точка „близанци“, а на главним крилним ногама стајног трапа се налази укупно 16 точкова (по осам на свакој нози) што обезбеђује авиону сугурно слетање и полетање и са лошијих писта. Кокпит пилота смештен у кабину под притиском, а лоциран готово у самом носу авиона омогућавао је добру прегледност пилоту у свим фазама полетаља и слетања. Пилот и навигатор су у кабини смештени један иза другог у тандем систему. Улаз у кабину је преко поклопца на врху кабине. Авион Т-4 је био опремљен системом за катапултирање седишта, радарским системима и аутоматизованим функцијама за контролу лета. Први пут се у Совјетском Савезу на овом авиону примењује даљински систем управљања заснован на електромеханици и електроници. Наоружање се састојало из две ракете Х-45 са ефикасним дометом од 500 km

## Наоружање
| Наоружање авиона: Сухој Т-4    |                |
| Ватрено (стрељачко) наоружање  |                |
| Топ                            |                |
| Митраљез                       |                |
| Бомбардерско наоружање (бомбе) |                |
| Укупна маса                    | 4.000          |
| Ракетно наоружање (ракете)     |                |
| Број и ознака ракета           | в-м:(2 × Х-45) |
| Број подвешаних ракета         | 2              |

## Оперативно коришћење
До оперативног коришћења овог авиона није дошло, направљено је 4 прототипа. Један прототип је искоришћен за статичко испитивање до уништења, други примерак означен бројем „101“ је коришћен за летна тестирања и он је полетео први пут 22. августа 1972, а још два примерка прототипова „103“ и „104“ је било у разним фазама изградње када је цео пројект обустављен 1974. године. Пројект је напуштем у корист конкурентског пројекта авиона Тупољев Ту-22 јер се дошло до закључка да је потребно мање времена да се Ту-22 припреми за оперативно коришћење (борба против америчких носача авиона) него што би било потребно да се Сухој Т-4 доведе до оперативне употребе. Један примерак овог авиона се чува као музејски примерак у музеју ваздухопловства Монино крај Москве, други је уступљен МАИ (Московски Авиациони Институт), а остали примерци су исечени. Мада је пројект Т-4 „пропао“ корист од њега је била вишеструка јер да би се направио овај авион морало се решити многи технички проблеми који су касније примењени за пројектовање и производњу веома успешних авиона породице Сухој.